# Сопствена канцеларија Његовог императорског величанства
Сопствена канцеларија Његовог императорског величанства (рус. Собственная Его Императорского Величества канцелярия) била је значајан државни орган под непосредном надлежношћу императора сверуског.
Од 1826. до 1881. састојала се из више одјељења која су била изједначена са министарствима.

## Историја
Током владавине Петра Великог функцију императорове личне канцеларије је отправљао Кабинет. За вријеме Петра II том Кабинету је била потчињена Сопствена баштинска канцеларија (рус. Собственная вотчинная канцелярия) коју је раније основала Катарина I зарад управљања императорском имовином, а која је постојала до 1765. године. Током владавине Катарине II формирана је самостална Сопствена канцеларија.
За вријеме Павла I Сопствена канцеларија је имала велики политички утицај. По ријечима Трошчинског „државни чиноначелник, који је управљао канцеларијом, био је стварни министар Његовог императорског величанства за све послове државне управе“. Укинута је 1802. оснивањем министарстава. Нова Сопствена канцеларија је основана 1812. током Наполеонове инвазија на Русију, а њом је од 1812. до 1825. управљао гроф Алексеј Аракчејев.
Сопствена канцеларија је добила значајну улогу током царствовања Николаја I. Организована је кроз шест одјељења која су била изједначена са министарствима. Прво одјељење је основано 1826. и преузело је дотадашњу функцију Сопствене канцеларије, а исте године је основано Друго и Треће одјељење. Четврто одјељење је основано 1828, Пето 1836. и Шесто 1842. Посљедња два одјељења су била привремена. Одјељења су постојала до почетка 1880-их када су сва укинута и укључена у одговарајућа министарства, осим Првог одјељења.

## Одјељења

### Прво одјељење
Надлежност Првог одјељења је била припрема указа, наређења и саопштења, надзор над њиховим спровођењем и давање на увид извјештаја и молби императору. При Првом одјељењу (које је до 1856. имало сједиште у Зимском дворцу) налазио се Комитет осигурања заслужних грађанских чиновника и Инспекторски департман.
Прво одјељење је 1882, након укидања осталих одјељења, поново постало Сопствена канцеларија под руководством статс-секретара (рус. статс-секретарь).

### Друго одјељење
Друго одјељење је преузело надлежности неефикасне Комисије за израду закона (рус. Комиссия составления законов). Није се више бавило израдом нових закона већ систематизацијом важећих закона. Под руководством грофа Михаила Сперанског припремило је Пуну збирку закона Руске Империје (рус. Полное собрание законов Российской Империи) и Зборник закона Руске Империје (рус. Свод законов Российской Империи).
Друго одјељење је 1882. претворено у Кодификациони одјел при Државном савјету.

### Треће одјељење
Најпознатије међу одјељењима је било Треће одјељење на челу са грофом Александром Бенкендорфом, шефом жандарма. Преузело је надлежности бивших политичких полиција: Тајне канцеларије, Канцеларије тајних истражних послова, Тајне експедиције и Посебне канцеларије Министарства полиције и Министарства унутрашњих послова. Треће одјељење се бавило истраживањем и гоњењем учинилаца политичких кривичних дјела, цензуром, борбом против старообредника и секташа, поступањем у случају тешког нарушавања односа спахија и сељака.
Одјељење се дијелило на пет експедиција. Прва експедиција се бавила свим политичким дјелима и полицијским надзором, Друга експедиција — расколницима, секташима, фалсификаторима новца, убиствима, затворима и „сељачким питањем“, Трећа експедиција — странцима и протјеривањем сумњивих лица, Четврта експедиција — уопштено свим важнијим инцидентима, Пета експедиција — цензуром. Организација Трећег одјељења је постала сложенија 1839. када му је припојен Посебни корпус жандарма.
Двије године након убиства генерала Николаја Мезенцова, главног начелника Трећег одјељења и шефа жандарма, указом од 12. фебруара 1880. основана је Врховна управна комисија за очување државног поретка и друштвеног мира (рус. Верховная распорядительная комиссия по охранению государственного порядка и общественного спокойствия) којој је Треће одјељење било привремено потчињено. Затим, указом од 6. августа исте године укинута је и Врховна управна комисија и Треће одјељење, а његову функцију је преузео Департман државне полиције Министарства унутрашњих послова.

### Четврто одјељење
Четврто одјељење је основано након смрти императорке удовице Марије Фјодоровне и преузело је добротворне послове њене канцеларије (сиротишта, женске школе, прихватилишта, болнице). Налазило се под руководством статс-секретара.
Од 1854. називало се Надлештво установа императорке Марије (рус. Ведомство учреждений императрицы Марии), а од 1880 — Сопствена канцеларија Његовог императорског величанства за установе императорке Марије (рус. Собственная Его Императорского Величества канцелярия по учреждениям императрицы Марии).

### Пето и Шесто одјељење
Сопствена канцеларија је имала и два привремена одјељења: Пето и Шесто.
Надлежност Петог одјељења је била припрема реформе државног села (по иницијативи грофа Павла Кисељова) и управљање државним сељацима Санктпетербуршке губерније. Године 1837. претворено је у Министарство државних имања (рус. Министерство государственных имуществ).
Шесто одјељење је управљало Закавказјем. Законодавну дјелатност је вршио комитет при Сопственој канцеларији под предсједавањем војног министра. Чланови комитета су били министри и управник Шестог одјељења. Извршну власт је непосредно вршило Шесто одјељење.